# Maji de Watashi ni Koi Shinasai!
Maji de Watashi ni Koi Shinasai! (真剣で私に恋しなさい!, マジでわたしにこいしなさい!) là một visual novel dành cho người trưởng thành được phát triển bởi Minato Soft và đã phát hành cho hệ máy tính cá nhân vào ngày 28 tháng 8 năm 2009 với cả hai phiên bản giới hạn và bình thường, phiên bản dành cho hệ PlayStation 3 phát hành vào ngày 22 tháng 3 năm 2012. Đây là trò chơi có cốt truyện tuyến tính nhưng có thể tương tác để đi đến các kết thúc khác nhau, cốt truyện tập trung vào 5 nhân vật nữ chính.
Trò chơi lấy bối cảnh tại thành phố giả tưởng Kawakami nổi tiếng nơi mà tinh thần võ sĩ đạo từ thời xưa vẫn còn rất mạnh và được phát huy tối đa. Cốt truyện xoay quanh Yamato một nam sinh trung học năm thứ hai cùng với nhóm bạn của mình, những người mà anh quen từ hồi bé và đã làm nhiều việc cùng nhau cùng học tại trường trung học Kawakami nơi các cuộc thi đấu giữa các lớp luôn diễn ra. Một năm học mới bắt đầu và nhóm của anh chào đón thêm hai cô gái mới gia nhập.
Phiên bản tiếp theo của trò chơi là Maji de Watashi ni Koi Shinasai!S đã phát hành vào ngày 27 tháng 1 năm 2012. Phiên bản dành cho các người hâm mộ là Maji de Watashi ni Koi Shinasai!A được chia ra là 5 phần mỗi phần sẽ có ba câu chuyện nhỏ dự tính sẽ được phát hành năm 2013, trong đó A-1 đã phát hành vào ngày 18 tháng 1 năm 2013.
Trò chơi đã được chuyển thể thành các loại hình truyền thông khác. Inue Shinsuke đã thực hiện chuyển thể manga của trò chơi và đăng trên tạp chí Comp Ace của Kadokawa Shoten từ ngày 26 tháng 5 năm 2010. Tamon Ketsuyuki cũng thực hiện chuyển thể manga có tên Maji de Watashi ni Koi Shinasai!! After Party!! và đăng trên tạp chí Dengeki G's Festival! Comic của ASCII Media Works từ ngày 26 tháng 6 năm 2010. Lerche thì đã thực hiện chuyển thể anime và phát sóng tại Nhật Bản từ ngày 01 tháng 10 đến ngày 17 tháng 12 năm 2011 với 12 tập.

## Tổng quan

### Sơ lược cốt truyện
Thành phố Kawakami nổi tiếng với sự cống hiến mạnh mẽ cho tổ tiên samurai.  Một tinh thần chiến đấu lành mạnh luôn được coi trọng và nó thậm chí là một yếu tố quan trọng để thành công ở trường. Anh chàng Yamato, một sinh viên năm thứ hai của Học viện Kawakami, luôn ở bên những người bạn thân của anh ấy (ba chàng trai và ba cô gái).  Họ đã biết nhau từ khi còn nhỏ và đã làm nhiều việc cùng nhau.  Trong khi họ có nhiều người bạn khác, nhóm bảy người này là một nhóm gần gũi, không thể tách rời.  Họ thậm chí có một căn cứ bí mật nơi họ hẹn gặp nhau.  Với học kỳ mới, họ chào đón hai cô gái vào nhóm của họ và ngay sau khi mọi thứ bắt đầu thay đổi.

## Phát hành
Phiên bản gốc được phát hành vào ngày 28 tháng 8 năm 2009 người chơi sẽ bắt đầu thiết lập mối quan hệ với 5 nhân vật nữ chính với 11 kết thúc khác nhau hay không kết thúc với ai cả. Phiên bản dành cho hệ PlayStation 3 có tên Maji de Watashi ni Koi Shinasai!!R phát hành vào ngày 22 tháng 3 năm 2012 thì có thêm một số trò chơi nhỏ.
Phiên bản nối tiếp của trò chơi là Maji de Watashi ni Koi Shinasai!S đã phát hành vào ngày 27 tháng 1 năm 2012. Phiên bản này cho phép chọn việc đã thiết lập mối quan hệ với 5 nhân vật nữ chính lúc trước hay chưa cũng như thêm 2 nhân vật nữ chính mới.
Vì việc cốt truyện chỉ tập trung vào một nhân vật của phiên bản S nên nhiều người chơi đã có yêu cầu về một bản mở rộng cho phép có thể thiết lập mối quan hệ với nhiều nhân vật. Vì thế phiên bản Maji de Watashi ni Koi Shinasai!A đã được thực hiện với ý định chia ra làm 5 phần mỗi phần sẽ có cốt truyện để thiết lập mối quan hệ từ 2 đến 3 nhân vật. Phiên bản A-1 đã phát hành vào ngày 18 tháng 1 năm 2013, A-2 phát hành vào ngày 12 tháng 7 năm 2013, phiên bản A-3 phát hành vào ngày 28 tháng 2 năm 2014.

## Truyền thông

### Light novel
Noyama Kaze Ichirō đã thực hiện loạt light novel chuyển thể cùng tên với của trò chơi và Ichijinsha đã phát hành chuyển thể này thẳng thành các tập qua nhãn hiệu Ichijinshabunko từ ngày 19 tháng 12 năm 2009 đến ngày 17 tháng 12 năm 2011 với 7 tập.
Noyama Kaze Ichirō cũng thực hiện chuyển thể tiểu thuyết cho phiên bản tiếp theo của trò chơi và Ichijinshabunko đã phát hành chuyển thể này thẳng thành tập vào ngày 20 tháng 4 năm 2012.
Harvest-inc cũng phát hành các chuyển thể light novel của trò chơi thông qua nhãn hiệu Nagomi Bunko, nhưng các tập chuyển thể của hãng là các tuyển tập hợp nhiều mẫu truyện do nhiều tác giả thực hiện. Tập Maji de Watashi ni Koi Shinasai!Tanhenshuu-Ichi (真剣で私に恋しなさい!短編集壱) phát hành vào ngày 01 tháng 5 năm 2010. Tập Maji de Watashi ni Koi Shinasai!Tanhenshuu-Kun (真剣で私に恋しなさい!短編集弐) phát hành vào ngày 05 tháng 7 năm 2010. Tập Maji de Watashi ni Koi Shinasai!Tanhenshuu-San (真剣で私に恋しなさい!短編集参) phát hành vào ngày 05 tháng 9 năm 2010. Tập Maji de Watashi ni Koi Shinasai!Tanhenshuu-Shi (真剣で私に恋しなさい!短編集四) phát hành vào ngày 05 tháng 11 năm 2010.

### Drama CD
Một đĩa tập hợp các giọng nói của năm nhân vật nữ chính và một drama CD đã được thực hiện để đính kèm với phiên bản đặc biệt của trò chơi phát hành vào ngày 28 tháng 8 năm 2009.
Enterbrain đã tiến hành thực hiện chuyển thể drama CD gồm 5 đĩa phát vào ngày 30 tháng 10 năm 2009, 2 tháng 4, 4 tháng 6, 6 tháng 8 và 3 tháng 12 năm 2010. Mỗi đĩa tập trung vào một nhân vật nữ chính trong trò chơi.
Ngoài ra có 6 đĩa chứa các đoạn drama chung với các bài hát do các nhân vật trình bày được thực hiện để đính kèm với các phiên bản DVD/BD của bộ anime.

### Manga
Inue Shinsuke đã thực hiện một loạt chuyển thể manga của trò chơi và đăng trên tạp chí Comp Ace của Kadokawa Shoten từ ngày 26 tháng 5 năm 2010. Các chương sau đó được tập hợp lại và phát hành thành các tankōbon, tính đến tháng 1 năm 2013 thì đã có 5 tập được phát hành.
DNA Media Comics, một phần của Ichijinsha, đã phát hành một tuyển tập tập hợp các mẫu truyện với phong cách 4 hình do nhiều tác giả khác nhau cùng thực hiện vào ngày 25 tháng 11 năm 2009.
Tamon Ketsuyuki cũng thực hiện chuyển thể manga có tên Maji de Watashi ni Koi Shinasai!! After Party!! (真剣で私に恋しなさい! after party!!) và đăng trên tạp chí Dengeki G's Festival! Comic của ASCII Media Works từ ngày 26 tháng 6 năm 2010. Các chương sau đó cũng được tập hợp lại để phát hành thành các tankōbon, tính đến tháng 1 năm 2013 thì đã có 2 tập được phát hành.
Một loạt manga khác có tựa Maji de Watashi ni Koi Shinasai! Tsuguru Jin-jo Takeshi Tetsu-ika (真剣で私に恋しなさい!! 亞仁女威鉄怒) đăng trên tạp chí Musume TYPE của Kadokawa Shoten vào tháng 9 năm 2011 với hình ảnh được lấy từ bộ anime sau đó được ghép lại thành một cốt truyện hoàn chỉnh. Các chương sau đó được tập hợp lại và phát hành thành 1 tankōbon.

### Anime
Lerche đã thực hiện chuyển thể anime và phát sóng tại Nhật Bản từ ngày 01 tháng 10 đến ngày 17 tháng 12 năm 2011 với 12 tập trên kênh TV Kanagawa và sau đó là các kênh khác như AT-X, Tokyo MX TV, Chiba TV, Gifu Broadcasting, Mie TV, KBS Kyoto và Sun TV. Sentai Filmworks đã đăng ký bản quyền phiên bản tiếng Anh của bộ anime để tiến hành phân phối tại thị trường Bắc Mỹ, Madman Entertainment thì đăng ký tại Úc và New Zealand còn MVM đang ký tại Anh và Ireland.

### Âm nhạc
Trò chơi có 4 bài hát chủ đề, 1 mở đầu và 3 kết thúc. Bài hát mở đầu có tên Ai de Kiru nara Itakuna~i! (愛で斬るなら痛くな～い！) do các nhân vật nữ chính trình bày, bài hát kết thúc thứ nhất có tên Akane Sora (茜空) do Kotoko trình bày, bài hát kết thúc thứ hai có tên Bushi (武士) do Kitadani Hiroshi trình bày và bài hát kết thúc thứ ba có tên Fuyu Hanabi (冬花火) do Hyo-sei trình bày. Một album chứa các bài hát do các nhân vật trình bày và cũng là các bài hát chủ đề đã được thực hiện để đính kèm với phiên bản giới hạn của trò chơi phát hành vào ngày 28 tháng 8 năm năm 2009. BGM đã phát hành album tổng hợp các bản nhạc dùng trong trò chơi gốc vào ngày 30 tháng 10 năm 2010. Một đĩa đơn chứa các bài hát mở đầu do các nhân vật trong anime trình bày đã phát hành vào ngày 27 tháng 4 năm 2011.
| Maji-koi Song CD (まじこいソングCD) | Maji-koi Song CD (まじこいソングCD)                                             | Maji-koi Song CD (まじこいソングCD) |
| STT                                 | Nhan đề                                                                         | Thời lượng                          |
| ----------------------------------- | ------------------------------------------------------------------------------- | ----------------------------------- |
| 1.                                  | "Ai de Kiru nara Itakuna~i! (愛で斬るなら痛くな～い！)"                         | 3:55                                |
| 2.                                  | "Akane Sora (茜空)"                                                             | 5:17                                |
| 3.                                  | "Bushi (武士)"                                                                  | 4:25                                |
| 4.                                  | "Fuyu Hanabi (冬花火)"                                                          | 4:47                                |
| 5.                                  | "Ai de Kiru nara Itakuna~i! Karaoke ver (愛で斬るなら痛くな～い！ カラオケver)" | 1:33                                |
| 6.                                  | "Akane Sora Karaoke ver (茜空 カラオケver)"                                     | 5:17                                |
| 7.                                  | "Bushi Karaoke ver (武士 カラオケver)"                                          | 4:27                                |
| Tổng thời lượng:                    | Tổng thời lượng:                                                                | 29:41                               |

| Maji de Watashi ni Koishinasai!! Original Sound Track ~Maji Enbukyoku~ (真剣で私に恋しなさい!! Original Sound Track ～真剣演舞曲～) | Maji de Watashi ni Koishinasai!! Original Sound Track ~Maji Enbukyoku~ (真剣で私に恋しなさい!! Original Sound Track ～真剣演舞曲～) | Maji de Watashi ni Koishinasai!! Original Sound Track ~Maji Enbukyoku~ (真剣で私に恋しなさい!! Original Sound Track ～真剣演舞曲～) |
| STT | Nhan đề | Thời lượng |
| --- | --- | --- |
| 1. | "Kazama Family (風間ファミリー)" | 3:23 |
| 2. | "Kawakami no Sora ni (川神の空に)"                                                                                                  | 2:19 |
| 3. | "Osananajimi (幼馴染)" | 1:30 |
| 4. | "Yuukyuu no Tabasen (悠久の多馬川)"                                                                                                 | 2:20 |
| 5. | "Yume no Owari (夢の終わり)" | 3:45 |
| 6. | "Osanaki Kora (幼き子ら)" | 3:04 |
| 7. | "Nichijou no Otoshiana (日常の落とし穴)"                                                                                            | 1:58 |
| 8. | "Rokudenashi no 2-F (ろくでなしの2-F)"                                                                                              | 1:20 |
| 9. | "Kisou Wakoudo (競う若人)" | 1:46 |
| 10. | "Genshukutaru Kawakami In (厳粛たる川神院)"                                                                                         | 1:42 |
| 11. | "Shutsujinsuru Bushi Musume (出陣する武士娘)"                                                                                       | 1:49 |
| 12. | "Yasashii Kaze (優しい風)" | 2:55 |
| 13. | "Pillow Talk (ピロートーク)" | 2:30 |
| 14. | "Ai no Arashi (愛の嵐)" | 3:20 |
| 15. | "Oyafukou Toori (親不孝通り)" | 2:00 |
| 16. | "Doukoku (慟哭)" | 1:55 |
| 17. | "Otoko wa Yuuki (男は勇気)" | 1:51 |
| 18. | "Akane Sora (あかね空)" | 2:23 |
| 19. | "Oretachi no Natsu (俺達の夏)" | 1:32 |
| 20. | "Kuki Kagura (九鬼神楽)" | 1:49 |
| 21. | "Tenjou Tenge Yuigadokuson (天上天下唯我独尊)"                                                                                      | 1:30 |
| 22. | "Wanko-chan no Atama no Nakami (ワン子さんの頭の中身)"                                                                              | 0:49 |
| 23. | "Onna wa Ai (女は哀)" | 2:11 |
| 24. | "Kishidou Musume (騎士道娘)" | 1:30 |
| 25. | "Kuroi Shumme to, Nihontou (黒い駿馬と、日本刀)"                                                                                    | 1:57 |
| 26. | "Naoe Yamato (直江大和)" | 1:35 |
| 27. | "Sakubou Sen (策謀戦)" | 2:44 |
| 28. | "Yami no Sanshimai (闇の3姉妹)" | 1:54 |
| 29. | "Kemono no Kougun (獣の行軍)" | 4:30 |
| 30. | "Sessen! (接戦!)" | 2:23 |
| 31. | "Gekitousuru Bushi Musume (激闘する武士娘)"                                                                                         | 2:14 |
| 32. | "Tamashii no Ichigeki Hissatsu (魂の一撃必殺)"                                                                                      | 1:15 |
| 33. | "Sadame no Sen (さだめの戦)" | 2:40 |
| 34. | "Sukui Naki Sekai (救い無き世界)"                                                                                                   | 2:27 |
| 35. | "Aisuru Hito ni Sasagu Tatakai (愛する人に捧ぐ戦い)"                                                                                | 3:42 |
| 36. | "Kimi wo Omou (君を想う)" | 1:32 |
| 37. | "Akudakumi (悪だくみ)" | 1:32 |
| 38. | "Kitaeru Kisetsu (鍛える季節)" | 2:01 |
| 39. | "Radio no Jikan (ラジオの時間)" | 1:26 |
| 40. | "Kimi no Hero ni Naru Tame ni (君のヒーローになるために)"                                                                           | 2:17 |
| 41. | "Ougon no Kyouji (黄金の矜持)" | 2:33 |
| 42. | "Tabidachi (旅立ち)" | 2:30 |
| 43. | "Seichousuru Kokoro (成長する心)"                                                                                                   | 2:15 |
| 44. | "Tsurugi no Mai (剣の舞い)" | 1:32 |
| 45. | "Kawakami Momoyo (川神百代)" | 2:42 |
| 46. | "OP Orchestra Ver (OPオーケストラver)"                                                                                              | 1:42 |
| 47. | "Fuyu Hanabi・Tairin (冬花火・大輪)"                                                                                                | 3:07 |
| 48. | "Yuuoumaishin (勇往邁進)" | 3:08 |
| 49. | "Akane Sora Piano Ver (茜空ピアノver)"                                                                                              | 3:32 |
| 50. | "Bonus Track Countdown Voice 50 Rempatsu (カウントダウンボイス50連発)"                                                              | 10:45 |
| Tổng thời lượng: | Tổng thời lượng: | 2:01:06 |

| Ai de Kiru nara Itakuna~i! ~Anime Cast Ver.~ (愛で斬るなら痛くな～い! ～Anime Cast Ver.～) | Ai de Kiru nara Itakuna~i! ~Anime Cast Ver.~ (愛で斬るなら痛くな～い! ～Anime Cast Ver.～)                   | Ai de Kiru nara Itakuna~i! ~Anime Cast Ver.~ (愛で斬るなら痛くな～い! ～Anime Cast Ver.～) |
| STT                                                                                        | Nhan đề | Thời lượng                                                                                 |
| ------------------------------------------------------------------------------------------ | --- | ------------------------------------------------------------------------------------------ |
| 1.                                                                                         | "Ai de Kiru nara Itakuna~i! ~Anime Cast Ver.~ (愛で斬るなら痛くな～い! ～Anime Cast Ver.～)"                 | 3:53                                                                                       |
| 2.                                                                                         | "Datte Majikoi da mon! (だって真剣恋だもん!)"                                                                | 3:55                                                                                       |
| 3.                                                                                         | "Ai de Kiru nara Itakuna~i! ~Anime Cast Ver.~ (Inst.) (愛で斬るなら痛くな～い! ～Anime Cast Ver.～ (Inst.))" | 3:53                                                                                       |
| 4.                                                                                         | "Datte Majikoi da mon! (Inst.) (だって真剣恋だもん! (Inst.))"                                                | 3:52                                                                                       |
| Tổng thời lượng:                                                                           | Tổng thời lượng:                                                                                             | 15:35                                                                                      |

Bộ anime có hai bài hát chủ đề một mở đầu và một kết thúc. Bài hát mở đầu có tựa U-n-d-e-r--STANDING! do SV TRIBE trình bày, đĩa đơn chứa bài hát đã phát hành vào ngày 26 tháng 10 năm 2011. Bài hát kết thúc có tựa Kimi no Maji o Choudai (君の真剣をちょうだい) do năm nhân vật nữ chính trình bày, đĩa đơn chứa bài hát đã phát hành vào ngày 09 tháng 11 năm 2011. Album chứa các bản nhạc dùng trong bộ anime đã phát hành vào ngày 21 tháng 12 năm 2011. Album chứa các bài hát do các nhân vật trình bày đã phát hành vào ngày 07 tháng 12 năm 2011. Ngoài ra có 6 đĩa chứa các các bài hát do các nhân vật trình bày chung với các đoạn drama được thực hiện để đính kèm với các phiên bản DVD/BD của bộ anime.
| U-n-d-e-r--STANDING! | U-n-d-e-r--STANDING!                    | U-n-d-e-r--STANDING! |
| STT                  | Nhan đề                                 | Thời lượng           |
| -------------------- | --------------------------------------- | -------------------- |
| 1.                   | "U-n-d-e-r--STANDING!"                  | 4:11                 |
| 2.                   | "TRIBELIEVE"                            | 5:05                 |
| 3.                   | "U-n-d-e-r--STANDING! - Instrumental -" | 4:11                 |
| 4.                   | "TRIBELIEVE - Instrumental -"           | 5:01                 |
| Tổng thời lượng:     | Tổng thời lượng:                        | 18:30                |

| Kimi no Maji wo Choudai (君の真剣をちょうだい) | Kimi no Maji wo Choudai (君の真剣をちょうだい)                           | Kimi no Maji wo Choudai (君の真剣をちょうだい) |
| STT                                            | Nhan đề                                                                  | Thời lượng                                     |
| ---------------------------------------------- | ------------------------------------------------------------------------ | ---------------------------------------------- |
| 1.                                             | "Kimi no Maji wo Choudai (君の真剣をちょうだい)"                         | 4:02                                           |
| 2.                                             | "Tsuukai☆Seishun Fighter (痛快☆青春ファイター)"                          | 4:10                                           |
| 3.                                             | "Kimi no Maji wo Choudai (off vocal) (君の真剣をちょうだい (off vocal))" | 4:02                                           |
| 4.                                             | "Tsuukai☆Seishun Fighter (off vocal) (痛快☆青春ファイター (off vocal))"  | 4:08                                           |
| Tổng thời lượng:                               | Tổng thời lượng:                                                         | 16:23                                          |

| TV Anime "Maji de Watashi ni Koishinasai!!" Character Song Mini Album MAJI-SONGS (TVアニメ『真剣で私に恋しなさい!!』キャラクターソングアルバム MAJI-SONGS) | TV Anime "Maji de Watashi ni Koishinasai!!" Character Song Mini Album MAJI-SONGS (TVアニメ『真剣で私に恋しなさい!!』キャラクターソングアルバム MAJI-SONGS) | TV Anime "Maji de Watashi ni Koishinasai!!" Character Song Mini Album MAJI-SONGS (TVアニメ『真剣で私に恋しなさい!!』キャラクターソングアルバム MAJI-SONGS) |
| STT | Nhan đề | Thời lượng |
| --- | --- | --- |
| 1. | "Monologue ~Momoyo~ (Monologue ～百代～)" | 1:04 |
| 2. | "Tomo ni Asahi wo Oikakete (共に朝日を追いかけて)" | 4:00 |
| 3. | "Monologue ~Kazuko~ (Monologue ～一子～)" | 1:07 |
| 4. | "Icchokusen My Way! (一直線マイウェイ!)" | 4:12 |
| 5. | "Monologue ~Miyako~ (Monologue ～京～)" | 1:35 |
| 6. | "Harari Koigokoro (はらり恋心)" | 3:37 |
| 7. | "Monologue ~Chris~ (Monologue ～クリス～)" | 1:03 |
| 8. | "Maji de Shinken Shoubu! (マジで真剣勝負)" | 3:14 |
| 9. | "Monologue ~Yukie~ (Monologue ～由紀江～)" | 1:29 |
| 10. | "Tomohyaku・Simulation (トモヒャク・シミュレイション)" | 3:18 |
| 11. | "Monologue ~Takae~ (Monologue ～天衣～)" | 1:27 |
| 12. | "I'm back" | 4:22 |
| Tổng thời lượng: | Tổng thời lượng: | 30:34 |

| TV Anime "Maji de Watashi ni Koishinasai!!" Original Soundtrack (TVアニメ『真剣で私に恋しなさい!!』オリジナルサウンドトラック) | TV Anime "Maji de Watashi ni Koishinasai!!" Original Soundtrack (TVアニメ『真剣で私に恋しなさい!!』オリジナルサウンドトラック) | TV Anime "Maji de Watashi ni Koishinasai!!" Original Soundtrack (TVアニメ『真剣で私に恋しなさい!!』オリジナルサウンドトラック) |
| STT | Nhan đề | Thời lượng |
| --- | --- | --- |
| 1. | "Maji de Watashi ni Koi Shinasai!! (真剣で私に恋しなさい!!)"                                                                   | 2:56 |
| 2. | "U-n-d-e-r--STANDING! (TV ver.)"                                                                                               | 1:31 |
| 3. | "Kawakami Taisen (川神大戦)"                                                                                                   | 3:12 |
| 4. | "Majutsushi, Yamato (魔術師、ヤマト)"                                                                                          | 2:34 |
| 5. | "Kazama Family (風間ファミリー)"                                                                                               | 1:45 |
| 6. | "Sora kara Ochite Kita Souri (空から落ちてきた総理)"                                                                           | 2:15 |
| 7. | "Kon'intodoke ni Sign no Soburi (婚姻届にサインの素振り)"                                                                      | 2:10 |
| 8. | "Kotae wa Kiitenai! (答えは聞いてない!)"                                                                                       | 2:01 |
| 9. | "Gi no Kuni Nippon (義の国日本)"                                                                                               | 2:19 |
| 10. | "Kawakami Gakuen (川神学園)"                                                                                                   | 2:22 |
| 11. | "Youchienji no Yume (幼稚園児の夢)"                                                                                            | 2:52 |
| 12. | "Kokyou wa Tooku (故郷は遠く)"                                                                                                 | 2:27 |
| 13. | "009 wa Korobashi no Bangou (009は転ばしの番号)"                                                                               | 2:17 |
| 14. | "Ultra Destroyed Sauce (ウルトラデストロイドソース)"                                                                           | 2:07 |
| 15. | "Seihou 2011 (Xbakoban) (西方2011 (X箱版))"                                                                                    | 2:09 |
| 16. | "Hoi You ni Taero! (ほい陽にたえろ!)"                                                                                          | 2:24 |
| 17. | "Hissatsu, Ukeoinin! (必殺、請負人!)"                                                                                          | 2:21 |
| 18. | "Ane to Shite (姉として)" | 2:05 |
| 19. | "U-n-d-e-r--STANDING! (Remix)"                                                                                                 | 2:04 |
| 20. | "Yamatomaru Yume Nikki (Eye Catch A) (大和丸夢日記 (アイキャッチA))"                                                           | 0:08 |
| 21. | "Hetare Hime (Eye Catch B) (ヘタレ姫 (アイキャッチB))"                                                                         | 0:07 |
| 22. | "Atashi, Sanjou! (アタシ、参上!)"                                                                                              | 0:15 |
| 23. | "Gekitou Suru Bushiko (Remix) (激闘する武士娘 (Remix))"                                                                        | 2:04 |
| 24. | "Maji de Miyako ni Koi Shinasai!! (真剣で都に恋しなさい!!)"                                                                    | 2:14 |
| 25. | "Pantsu Dakara Daijoubu (パンツだから大丈夫)"                                                                                  | 2:07 |
| 26. | "Matsukaze Musou (松風無双)"                                                                                                   | 2:26 |
| 27. | "Kitto Ashita wa (きっと明日は)"                                                                                               | 2:15 |
| 28. | "Waga Mezasu wa Hatenaki Kouya (我が目指すは果て無き荒野)"                                                                     | 2:10 |
| 29. | "Megaforce-teki na (メガフォース的な)"                                                                                         | 2:04 |
| 30. | "Semaru Yuusei Bakudan (せまる遊星爆弾)"                                                                                       | 2:23 |
| 31. | "Ippou, Chika Teikoku de wa.... (一方、地下帝国では......)"                                                                    | 2:26 |
| 32. | "ULTIMATE RATIO" | 2:08 |
| 33. | "Yuuoumaishin (勇往邁進)" | 2:38 |
| 34. | "Eiyuu (英雄)" | 2:33 |
| 35. | "Akane Sora (Remix) (あかね空 (Remix))"                                                                                        | 2:09 |
| 36. | "Shakadou RUSH! (釈迦道RUSH!)"                                                                                                 | 1:56 |
| 37. | "Kimi no Shinken wo Choudai (TV ver.) (君の真剣をちょうだい (TV ver.))"                                                        | 1:29 |
| Tổng thời lượng: | Tổng thời lượng: | 1:17:38 |

| Momoyo wo Hitorijime! (百代をひとりじめ!) | Momoyo wo Hitorijime! (百代をひとりじめ!)                                                                     | Momoyo wo Hitorijime! (百代をひとりじめ!) |
| STT                                       | Nhan đề | Thời lượng                                |
| ----------------------------------------- | --- | ----------------------------------------- |
| 1.                                        | "LOVE Kawakami Deluxe-ban Personality / Kawakami Momoyo (LOVEかわかみ でらっくす版 パーソナリティ／川神百代)" | 16:41                                     |
| 2.                                        | "Kimi no Maji wo Choudai (Momoyo Solo Ver) (君の真剣をちょうだい(百代ソロver))"                               | 4:00                                      |
| 3.                                        | "Momoyo no Soine Track Shūroku (百代の添い寝トラック 収録)"                                                   | 10:10                                     |
| Tổng thời lượng:                          | Tổng thời lượng:                                                                                              | 30:52                                     |

| Mayucchi wo Hitorijime! (まゆっちをひとりじめ!) | Mayucchi wo Hitorijime! (まゆっちをひとりじめ!)                                                              | Mayucchi wo Hitorijime! (まゆっちをひとりじめ!) |
| STT                                             | Nhan đề | Thời lượng                                      |
| ----------------------------------------------- | --- | ----------------------------------------------- |
| 1.                                              | "LOVE Kawakami Deluxe-ban Personality / Mayuzumi Yukie (LOVEかわかみ でらっくす版 パーソナリティ／黛由紀江)" | 13:12                                           |
| 2.                                              | "Kimi no Maji wo Choudai (Mayucchi Solo Ver) (君の真剣をちょうだい(まゆっちソロver))"                        | 4:15                                            |
| 3.                                              | "Mayucchi no Soine Track Shūroku (まゆっちの添い寝トラック 収録)"                                            | 6:44                                            |
| Tổng thời lượng:                                | Tổng thời lượng:                                                                                             | 24:12                                           |

| Miyako wo Hitorijime! (京をひとりじめ!) | Miyako wo Hitorijime! (京をひとりじめ!)                                                                   | Miyako wo Hitorijime! (京をひとりじめ!) |
| STT                                     | Nhan đề                                                                                                   | Thời lượng                              |
| --------------------------------------- | --- | --------------------------------------- |
| 1.                                      | "LOVE Kawakami Deluxe-ban Personality / Shiina Miyako (LOVEかわかみ でらっくす版 パーソナリティ／椎名京)" | 16:12                                   |
| 2.                                      | "Kimi no Maji wo Choudai (Miyako Solo Ver) (君の真剣をちょうだい(京ソロver))"                             | 4:00                                    |
| 3.                                      | "Miyako no Nemurasete Kurenai Track Shūroku (京の眠らせてくれないトラック 収録)"                          | 10:05                                   |
| Tổng thời lượng:                        | Tổng thời lượng:                                                                                          | 30:18                                   |

| Chris wo Hitorijime! (クリスをひとりじめ!) | Chris wo Hitorijime! (クリスをひとりじめ!)                                                                                               | Chris wo Hitorijime! (クリスをひとりじめ!) |
| STT                                        | Nhan đề | Thời lượng                                 |
| ------------------------------------------ | --- | ------------------------------------------ |
| 1.                                         | "LOVE Kawakami Deluxe-ban Personality / Christiane Friedrich (LOVEかわかみ でらっくす版 パーソナリティ／クリスティアーネ・フリードリヒ)" | 14:09                                      |
| 2.                                         | "Kimi no Maji wo Choudai (Chris Solo Ver) (君の真剣をちょうだい(クリスソロver))"                                                         | 4:01                                       |
| 3.                                         | "Chris no Mezamashi Track Shūroku (クリスを目覚ましトラック 収録)"                                                                       | 9:46                                       |
| Tổng thời lượng:                           | Tổng thời lượng: | 27:57                                      |

| Wanko wo Hitorijime! (ワン子をひとりじめ!) | Wanko wo Hitorijime! (ワン子をひとりじめ!)                                                                    | Wanko wo Hitorijime! (ワン子をひとりじめ!) |
| STT                                        | Nhan đề | Thời lượng                                 |
| ------------------------------------------ | --- | ------------------------------------------ |
| 1.                                         | "LOVE Kawakami Deluxe-ban Personality / Kawakami Kazuko (LOVEかわかみ でらっくす版 パーソナリティ／川神一子)" | 14:42                                      |
| 2.                                         | "Kimi no Maji wo Choudai (Wanko Solo Ver) (君の真剣をちょうだい(ワン子ソロver))"                              | 3:58                                       |
| 3.                                         | "Wanko no Mezamashi Track Shūroku (ワン子の目覚ましトラック 収録)"                                            | 8:44                                       |
| Tổng thời lượng:                           | Tổng thời lượng:                                                                                              | 27:25                                      |

| Takae wo Hitorijime! (天衣をひとりじめ!) | Takae wo Hitorijime! (天衣をひとりじめ!)                                                                    | Takae wo Hitorijime! (天衣をひとりじめ!) |
| STT                                      | Nhan đề | Thời lượng                               |
| ---------------------------------------- | --- | ---------------------------------------- |
| 1.                                       | "LOVE Kawakami Deluxe-ban Personality / Tachibana Takae (LOVEかわかみ でらっくす版 パーソナリティ／橘天衣)" | 15:32                                    |
| 2.                                       | "Kimi no Maji wo Choudai (Tachibana Takae Solo Ver) (君の真剣をちょうだい(橘天衣ソロver))"                  | 4:00                                     |
| 3.                                       | "Takae no Soine Track Shūroku (天衣の添い寝トラック 収録)"                                                  | 10:29                                    |
| Tổng thời lượng:                         | Tổng thời lượng:                                                                                            | 30:02                                    |

Phiên bản Maji de Watashi ni Koi Shinasai! S có hai bài hát chủ đề, một mở đầu và một kết thúc. Bài hát mở đầu có tên Mecha Shinken SSS! (めちゃ真剣SSS!) do Misato Aki trình bày và bài hát kết thúc có tên Mirai Jigazou (未来自画像) do Kotoko trình bày. Hai bài hát chủ đề đã phát hành trong đĩa album chứa các bài hát do các nhân vật trình bày đính kèm trong phiên bản giới hạn của trò chơi vào ngày 27 tháng 1 năm 2012. Basiscape Records cũng đã phát hành album tập hợp các bản nhạc dùng trong phiên bản này vào ngày 29 tháng 2 năm 2012.
| Maji-koi S Song CD (まじこいSソングCD) | Maji-koi S Song CD (まじこいSソングCD)                          | Maji-koi S Song CD (まじこいSソングCD) |
| STT                                    | Nhan đề                                                         | Thời lượng                             |
| -------------------------------------- | --------------------------------------------------------------- | -------------------------------------- |
| 1.                                     | "Mecha Shinken SSS! (めちゃ真剣SSS!（めちゃまじトリプルエス）)" | 3:19                                   |
| 2.                                     | "I ♥ Nebaneba Life (I ♥ ねばねば～らいふ)"                      | 4:02                                   |
| 3.                                     | "EVE"                                                           | 5:38                                   |
| 4.                                     | "BUSHIDO"                                                       | 4:17                                   |
| 5.                                     | "Mirai Jigazou (未来自画像)"                                    | 4:51                                   |
| Tổng thời lượng:                       | Tổng thời lượng:                                                | 22:07                                  |

| Maji de Watashi ni Koishinasai! S Ongaku-shū (真剣で私に恋しなさい！S 音楽集) | Maji de Watashi ni Koishinasai! S Ongaku-shū (真剣で私に恋しなさい！S 音楽集) | Maji de Watashi ni Koishinasai! S Ongaku-shū (真剣で私に恋しなさい！S 音楽集) |
| STT                                                                           | Nhan đề                                                                       | Thời lượng                                                                    |
| ----------------------------------------------------------------------------- | ----------------------------------------------------------------------------- | ----------------------------------------------------------------------------- |
| 1.                                                                            | "Shinken Shoubu (真剣勝負)"                                                   | 2:44                                                                          |
| 2.                                                                            | "Nichijou mo Special (日常もスペシャル)"                                      | 3:52                                                                          |
| 3.                                                                            | "Seirei Toshi Kawakami (政令都市川神)"                                        | 3:59                                                                          |
| 4.                                                                            | "Wet na Bokura (ウェットな僕ら)"                                              | 4:19                                                                          |
| 5.                                                                            | "Yukaina Nakamatachi (愉快な仲間達)"                                          | 3:07                                                                          |
| 6.                                                                            | "Yuuyake Amnesia (夕焼けアムネジア)"                                          | 5:10                                                                          |
| 7.                                                                            | "Summer Season Tourai (サマーシーズン到来)"                                   | 4:46                                                                          |
| 8.                                                                            | "THE Pinch (THEピンチ)"                                                       | 2:56                                                                          |
| 9.                                                                            | "Burai no Class (無頼のクラス)"                                               | 2:46                                                                          |
| 10.                                                                           | "Sporty (スポーティ)"                                                         | 2:16                                                                          |
| 11.                                                                           | "Bushin no Sumu Tera (武神の棲む寺)"                                          | 3:31                                                                          |
| 12.                                                                           | "Shutsujin Nite Sourou (出陣にて候)"                                          | 2:57                                                                          |
| 13.                                                                           | "Ougi Ranbu (奥義乱舞)"                                                       | 4:26                                                                          |
| 14.                                                                           | "Aisetsu no Ballad (哀切のバラード)"                                          | 3:09                                                                          |
| 15.                                                                           | "Sore wa Nukumori! (それはぬくもり！)"                                        | 2:29                                                                          |
| 16.                                                                           | "Yamato Musou (大和無双)"                                                     | 1:56                                                                          |
| 17.                                                                           | "Mouretsu ni Warui Yokan (猛烈に悪い予感)"                                    | 2:31                                                                          |
| 18.                                                                           | "Danger Zone (デンジャーゾーン)"                                              | 3:30                                                                          |
| 19.                                                                           | "Danshi Kaku Aru Beshi (男子かくあるべし)"                                    | 3:25                                                                          |
| 20.                                                                           | "Daikettou (大決闘)"                                                          | 3:23                                                                          |
| 21.                                                                           | "Kimi wa 1-kai Tsuyoku Natta (キミは1回り強くなった)"                         | 2:48                                                                          |
| 22.                                                                           | "Kodomo Jidai (子供時代)"                                                     | 2:45                                                                          |
| 23.                                                                           | "Kuki Kagura 2012 (九鬼神楽2012)"                                             | 3:18                                                                          |
| 24.                                                                           | "Meika no Shirabe (名家の調べ)"                                               | 3:54                                                                          |
| 25.                                                                           | "Ohirune Shiyou yo (お昼寝しようよ)"                                          | 3:21                                                                          |
| 26.                                                                           | "Doitsu no Ryouken (ドイツの猟犬)"                                            | 2:42                                                                          |
| 27.                                                                           | "Minamoto Yoshitsune (源義経)"                                                | 4:14                                                                          |
| 28.                                                                           | "Kagayakeru Mirai e (輝ける未来へ)"                                           | 5:17                                                                          |
| 29.                                                                           | "Sekiryou Heigen (寂寥平原)"                                                  | 3:11                                                                          |
| 30.                                                                           | "Gyakkyou Break (ギャッキョウブレイク)"                                       | 3:48                                                                          |
| 31.                                                                           | "DANNOURA"                                                                    | 3:36                                                                          |
| 32.                                                                           | "Love Kawakami (ラブ川神)"                                                    | 3:52                                                                          |
| 33.                                                                           | "Taiten Gyoudou (替天行道)"                                                   | 4:29                                                                          |
| 34.                                                                           | "Let's Survive (レッツ サバイブ)"                                             | 3:33                                                                          |
| 35.                                                                           | "Naoe Ichizoku (直江一族)"                                                    | 4:45                                                                          |
| 36.                                                                           | "Chi no Mezame (血の目覚め)"                                                  | 3:26                                                                          |
| 37.                                                                           | "Saikyou no na wo Kakete (最強の名をかけて)"                                  | 3:23                                                                          |
| 38.                                                                           | "Shuuen Syndrome (終焉シンドローム)"                                          | 3:09                                                                          |
| 39.                                                                           | "Yuki no Sanka (勇気の賛歌)"                                                  | 2:38                                                                          |
| 40.                                                                           | "Haruka naru Tabiji (遙かなる旅路)"                                           | 3:57                                                                          |
| Tổng thời lượng:                                                              | Tổng thời lượng:                                                              | 70:00 + 69:18                                                                 |

## Đón nhận
Maji de Watashi ni Koi Shinasai! đứng hàng đầu trong bảng xếp hạng doanh thu của Getchu cho trò chơi trên máy tính cá nhân năm 2009. Trò chơi cũng đứng ở các vị trí khá cao khác do được người chơi bình chọn như hạng nhì về tổng thể, hạng 9 về hệ thống, hạng 10 về âm nhạc hạng 6 về phim so với các trò chơi khác phát hành cùng năm.
Phiên bản Maji de Watashi ni Koi Shinasai!S đã nhận được Giải thưởng bạc lớn tại lễ trao giải dành cho trò chơi Moe năm 2012.